# تیم ملی هندبال مردان بنین
تیم ملی هندبال بنین  (انگلیسی: Benin national handball team ) نماینده کشور بنین در مسابقات بین‌المللی ورزش هندبال است.